# Согра (Котласский район)
 Согра — деревня в Котласском районе Архангельской области. Часть бывшего села Вотлажма. Входит в состав муниципального образования (сельского поселения) «Черемушское».

## География
Деревня расположена в пойме Северной Двины. Рядом находится озеро Осцево. Близлежащие деревни: Чупаново, Олюшино (Олющино).

## Этимология
Согра — это заболоченная низина, поросшая лесом.

## Население
| 2002 | 2010 | 2012 |
| ---- | ---- | ---- |
| 4    | ↗6   | ↘4   |